# Cuartel General del Cuerpo de Bomberos de Valparaíso
El Cuartel General del Cuerpo de Bomberos de Valparaíso es una edificación ubicada en la plaza Sotomayor, entre las calles Blanco y Cochrane, en el plan de la ciudad de Valparaíso, Chile. Fue construido en el año 1955, y, además de ser sede de la Dirección General de bomberos de la ciudad, también alberga a la Primera Compañía Bomba Americana, y a la Segunda Compañía Bomba Germania.

## Historia
Fue construido por el arquitecto Italo Sasso en 1955, luego del incendio de la barraca Schulze de 1953, y reemplazó al antiguo cuartel de bomberos que databa de 1868, y que fue uno de los primeros edificios institucionales de la ciudad.

## Descripción
El edificio, de estilo moderno, cuenta con una fachada estratificada y un emplazamiento en esquina con ochavo. Destaca su cornisamiento, antetecho y enmarcamiento de ventanas.